# Hyderia
Hyderia es un género de foraminífero bentónico de la familia Heleninidae, de la superfamilia Discorboidea, del suborden Rotaliina y del orden Rotaliida. Su especie tipo es Hyderia dubia. Su rango cronoestratigráfico abarca el Luteciense (Eoceno medio).

## Clasificación
Hyderia incluye a las siguientes especies:
- Hyderia crookshanki †
- Hyderia dubia †